# 古原奈々
古原 奈々（ふるはら なな、1976年 12月17日 - ）は、日本の女性声優、実業家。愛称は「ななたん」。旧名は古内 里佳（ふるうち りか）。

## 人物・来歴
- 東京都大田区出身[4]。血液型はO型。
- パズルゲーム『ことばのパズル もじぴったん』シリーズの作中歌『ふたりのもじぴったん』『じゅもんをあげるよ』の歌い手として知られる。
- 2015年9月1日より2年半、米子市地域おこし協力隊として活動した[5]。その後も米子市に住み続けて、山陰地方を拠点に芸能活動を行っていた[6][7]。2024年3月下旬より東京に転居するも、「森谷佳奈のはきださNIGHT!」等の担当は継続している[8]。
- シングルマザーであることをブログで公表している。
- 所持している資格は、パーソナルカラーアドバイザー、色彩検定1級、養生薬膳アドバイザー、英検2級。

## 出演作品

### テレビアニメ
2004年
- ゆめりあ（女生徒、少年など）

2007年
- School Days（小泉夏美）
- らき☆すた（太鼓の声）

2008年
- かんなぎ（めぐり）

2015年
- こども刑事めめたん（めめたん）

### OVA
- School Days 〜マジカルハート☆こころちゃん〜（小泉夏美）
- MUNTO 時の壁を越えて（主題歌）
- めだかの学校（浅瀬先生、係員のお姉さん）

### ゲーム
- THE IDOLM@STER LIVE FOR YOU!（ダウンロード曲『my song』コーラス）
- アカイイト（羽藤真弓、羽藤笑子、カグヤ）
- ことばのパズル もじぴったんシリーズ（もじくん、挿入歌）
  - アーケード『ことばのパズル もじぴったん』
  - PS2『ことばのパズル もじぴったん』
  - GBA『ことばのパズル もじぴったん アドバンス』
  - PSP『ことばのパズル もじぴったん大辞典』
  - DS『ことばのパズル もじぴったんDS』
  - Wiiウェア『ことばのパズル もじぴったんWii』
  - Wii『ことばのパズル もじぴったんWii デラックス』
- School Days L×H（小泉夏美）
- 太鼓の達人シリーズ（どん子（2代目））
  - 太鼓の達人 タタコンでドドンがドン（挿入歌『もじぴったんメドレー』歌唱）
  - 太鼓の達人 あっぱれ三代目
  - 太鼓の達人 わいわいハッピー六代目
  - 太鼓の達人 ぽ〜たぶる2
  - 太鼓の達人Wii
  - アーケード メダルの達人2
- Xenosaga Freaks（BGMコーラス）
- ほっかほか銭湯（実機版 ナナミ）
- 水月〜迷心〜
- Monochrome
- Like Life an hour
- ロロナのアトリエ 〜アーランドの錬金術士〜（PS3 エンディングテーマ曲『不思議なレシピ』）

### ラジオ

#### パーソナリティ
- 完熟フルハラ!（2005年7月8日 - 2007年9月28日）
- 奈々とキャメルのキラキラ☆タイムカプセル
- 古原理化学研究所
- 立川こしらと古原奈々の"こしらにフルな?!"（2009年4月3日 - 2014年3月28日）
- 森谷佳奈のはきださNIGHT! （山陰放送、2016年4月 - ）ラジオ - コーナー出演など

#### その他の出演
- 智一・美樹のラジオビッグバン（ゲーム情報）
- 日高のり子のHAPPY@（東京レポーター）

### WEBアニメ
- センチメントな季節（清水）

### CD
- ことばのパズル もじぴったん おりじなるさうんどとらっく
- KOTOBA NO PUZZLE MOJIPITTAN DAIJITEN ORIGINAL SOUNDTRACK
- ロロナのアトリエ〜アーランドの錬金術士〜オリジナルサウンドトラック（エンディングテーマ「不思議なレシピ」）
- 桜、とどけ（立川こしらと古原奈々のこしらにフルな！？ テーマ曲）

#### ドラマCD
- SHUFFLE!ドラマシリーズ（麻弓の母、他）
- 気まぐれ王子に気をつけろ
- Lovely Sick（看護士）
- 予感

### 舞台
- シアターサンモール主催「急がば廻れpart3」（ジュンコ）
- 劇団宇宙堂 旗揚げ公演「星の村」（雪子、他）
- 桜月流美剱道「MUSASHI〜若き日の武蔵〜」（伊織）
- 劇団IAT 第21回池袋演劇祭参加作品 「赤ずきん・ザ・紙芝居」

### 映画
- 私の優しくない先輩

### その他
- KiraKira☆メロディ学園（茶原のこ）
- CRほっかほっか銭湯（平和パチンコ機・ナナミ）
- TVCM「ミネラルウォーター樵のわけ前」（歌、声）
- TVCM「ことばのパズル もじぴったん大辞典」（歌）
- ガダルカナル・タカのDERUとこ勝負（BS-i・インフォマーシャル）
- ガダルカナル・タカのこちらDERUとこ編集部（BS-i、TVK他・ナレーション）
- ガダルカナル・タカのでるネット編集部（BS-i、TVK他・ナレーション）
- 深すぎてゴメンナサイ（ひかりTV・ナレーション）
- 声優育成番組「秋葉原声優予備校」（ニコニコ生放送、あきば通チャンネル・アシスタント）
- 生たまごBang!（山陰放送、ナレーション）
- 山陰の部活応援団長ヒカル☆参る（応援団長ヒカル[BSS山陰放送 2016年5月22日〜、第2・第4日曜日午後4:54〜]）
- ぎゅーどろいど ウシ右衛門 （山陰放送） - ウシ子・モー姫[9]